# 2000년 한국프로야구
2000년 한국프로야구는 2000년 4월 5일 개막전과 함께 시작되었다. 삼성증권이 스폰서가 됨에 따라 시즌 명칭에 "삼성 fn.com"이 삽입되면서 대외적인 시즌 명칭은 "2000 삼성 fn.com 프로야구"가 되었다.
1999년과 마찬가지로 드림리그와 매직리그로 나누어 양대리그를 실시한다. 구성은 지난해 리그 성적에 따라 1,3,5,7위(두산·삼성·현대·해태)를 드림리그로 정했고 2,4,6위와 신생팀(롯데·한화·LG·SK)을 매직리그로 묶었다. 양대리그였지만 리그 구별 없이 팀간 19경기를 치렀다.
프로 야구단 쌍방울 레이더스가 해체됨과 동시에 그 구단 소속 선수들을 그대로 영입하여 2000년 새로 창단한 야구단 SK 와이번스는 그해 바로 한국 프로 야구에 정식 참가를 하였다. SK는 신생 구단으로서 2000 시즌 최하위를 면하지는 못하였다.
부산 사직 구장에서 펼쳐진 LG 트윈스와 롯데 자이언츠의 개막전에서 LG의 선발 투수 데니 해리거 (Denny Harriger)가 6과 1/3이닝 3실점, 퀄리티 스타트를 하며 승리 투수가 되었는데, 외국인 선수가 개막전 승리 투수가 된 것은 역대 처음이었다.
대전 구장에서 펼쳐진 현대 유니콘스와 한화 이글스의 개막전에서 양팀 합쳐 총 14개의 홈런이 나왔는데, 이것은 역대 한 경기 최다 홈런 신기록이었다.
김재박 감독이 이끄는 현대 유니콘스는 정규 시즌에서 91승으로 1위를 하였는데, 이것은 한국 프로 야구 역사상 한 시즌 한 구단 최다 승리 기록이다.
한편 2000년 4월 18일 잠실 LG전 도중 포수 임수혁이 2루로 가다가 갑자기 쓰러지며 뇌사 판정을 받아 롯데 구단과 팬들에게 큰 충격을 주었다. 임수혁은 이후 10년간의 투병 끝에 2010년 2월 7일에 세상을 떠났다.
2000 프로 야구는 현대 유니콘스의 우승으로 끝이 났다.

## 구단 성적

### 드림 리그 순위
| 순위 | 구단          | 경기수 | 승 | 무 | 패 | 승률  | 승차 | 기타                                                                      |
| ---- | ------------- | ------ | -- | -- | -- | ----- | ---- | ------------------------------------------------------------------------- |
| 1    | 현대 유니콘스 | 133    | 91 | 2  | 40 | 0.695 | 0.0  |                                                                           |
| 2    | 두산 베어스   | 133    | 76 | 0  | 57 | 0.571 | 16.0 |                                                                           |
| 3    | 삼성 라이온즈 | 133    | 69 | 5  | 59 | 0.539 | 20.5 | 매직 리그 2위 롯데보다 승률이 높음으로써 양팀 간의 준플레이오프가 치러짐. |
| 4    | 해태 타이거즈 | 133    | 57 | 4  | 72 | 0.442 | 33.0 | 진출 실패                                                                 |

### 매직 리그 순위
| 순위 | 구단          | 경기수 | 승 | 무 | 패 | 승률  | 승차 | 기타                                                                      |
| ---- | ------------- | ------ | -- | -- | -- | ----- | ---- | ------------------------------------------------------------------------- |
| 1    | LG 트윈스     | 133    | 67 | 3  | 63 | 0.515 | 23.5 |                                                                           |
| 2    | 롯데 자이언츠 | 133    | 65 | 4  | 64 | 0.504 | 25.0 | 드림 리그 3위 삼성보다 승률이 낮음으로써 양팀 간의 준플레이오프가 치러짐. |
| 3    | 한화 이글스   | 133    | 50 | 5  | 78 | 0.391 | 39.5 | 진출 실패                                                                 |
| 4    | SK 와이번스   | 133    | 44 | 3  | 86 | 0.338 | 46.5 | 진출 실패                                                                 |

### 통합 승률 순위
| 순위 | 구단          | 경기수 | 승 | 무 | 패 | 승률  | 승차 | 기타      |
| ---- | ------------- | ------ | -- | -- | -- | ----- | ---- | --------- |
| 1    | 현대 유니콘스 | 133    | 91 | 2  | 40 | 0.695 | 0.0  |           |
| 2    | 두산 베어스   | 133    | 76 | 0  | 57 | 0.571 | 16.0 |           |
| 3    | 삼성 라이온즈 | 133    | 69 | 5  | 59 | 0.539 | 20.5 |           |
| 4    | LG 트윈스     | 133    | 67 | 3  | 63 | 0.515 | 23.5 |           |
| 5    | 롯데 자이언츠 | 133    | 65 | 4  | 64 | 0.504 | 25.0 |           |
| 6    | 해태 타이거즈 | 133    | 57 | 4  | 72 | 0.442 | 33.0 | 진출 실패 |
| 7    | 한화 이글스   | 133    | 50 | 5  | 78 | 0.391 | 39.5 | 진출 실패 |
| 8    | SK 와이번스   | 133    | 44 | 3  | 86 | 0.338 | 46.5 | 진출 실패 |

## 참조
1. ↑  프로야구 다음달 5일 개막전 보관됨 2005-10-04 - 웨이백 머신, 한겨레, 2000년 3월 26일.
2. ↑  일간 스포츠 - 2010년 10월 기사 "SK 역대 한국시리즈 우승 명장면"[깨진 링크(과거 내용 찾기)]
3. 1 2  스포츠 춘추 - 2010년 3월 박동희의 칼럼 "역대 프로 야구 개막전 일화"
4. ↑  한국야구위원회
5. ↑  한국야구위원회